# Tattoo (cançó de Loreen)
Tattoo és una cançó de la cantant sueca Loreen, publicada com a senzill el 25 de febrer de 2023. La cançó va guanyar el Melodifestivalen 2023 i posteriorment va representar a Suècia al Festival de la Cançó d'Eurovisió 2023, que també va guanyar. Després de la seva actuació al Melodifestivalen, la cançó va debutar al número u de la llista sueca de senzills.

## Festival de la Cançó d'Eurovisió

### Melodifestivalen
L'entrada al Melodifestivalen comença amb Loreen estirada entre dos monitors LED de 16 metres quadrats. La pantalla inferior està decorada amb sorra i la pantalla superior s'assenta sobre una bastida muntada en cadena que pesa un total d'1,8 tones i està accionada per quatre motors. L'entrada acaba amb un colorit espectacle de llum i fum explosius. Segons Loreen, els personatges que es mostren a la pantalla durant l'espectacle són símbols berbers de la seva tribu nord-africana.
A Spotify, la cançó va batre el rècord del Melodifestivalen amb unes 375.000 reproduccions en menys de dos dies.
Abans de la primera aparició oficial del concurs al concurs, es va filtrar al públic una vista prèvia de la premsa a través de les xarxes socials. La publicació de contribucions al públic abans de l'estrena i sense permís de SVT infringeix les regles de SVT i la contribució corre el risc de desqualificació. No obstant això, cada incident s'avalua individualment i segons SVT, la desqualificació no era rellevant en aquest cas.
Durant l'actuació oficial en directe del subconcurs, un activista va pujar a l'escenari i els responsables es van veure obligats a cancel·lar l'aportació. Aleshores, Loreen va tenir una altra oportunitat de realitzar la contribució en la seva totalitat.

### Festival de la Cançó d'Eurovisió
Abans de les competicions d'Eurovisió a Liverpool, van haver de canviar d'escenari a causa de la normativa local. Els canvis inclouen una mida de pantalla més petita i Loreen fent la contribució més amunt en un pedestal mòbil.
Loreen va competir amb la beca a la primera semifinal el 9 de maig i va passar a la gran final el 13 de maig, també va guanyar.

## Controvèrsia
La cançó ha estat acusada de plagi respecte de «Flying Free» del grup Pont Aeri, «The Winner Takes It All» d'ABBA i «V Plenu» de Mika Newton.